# 青木重夫

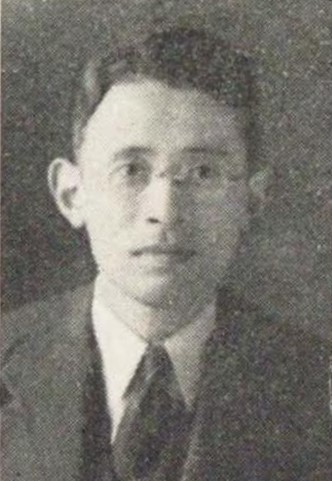
青木重夫

青木 重夫（あおき しげお、1904年（明治37年）4月17日 - 1961年（昭和36年）6月8日）は、昭和期の実業家、農林業経営者、政治家、華族。貴族院子爵議員。

## 経歴
本籍・栃木県。農業経営者・青木梅三郎（杉孫七郎三男）の長男として生まれる。父の死去に伴い、1941年（昭和16年）10月15日、子爵を襲爵した。
1930年（昭和5年）、東北帝国大学法文学部を卒業。1932年（昭和7年）、日本生命保険に入社し、その後、常磐簡易火災保険副支配人、日本火災保険副支配人、日本火災海上保険支配人を務めた。その他、栃木県那須郡高林村（現那須塩原市）で農林業の経営を行う。
1946年（昭和21年）5月10日、貴族院子爵議員補欠選挙で当選し、研究会に所属して活動し、1947年（昭和22年）5月2日の貴族院廃止まで在任した。

## 親族
- 養祖父：青木周蔵[1]
- 父：青木梅三郎（1873–1941）
- 母：文子（1885–1941） - 福原信蔵二女[1]
- 妻：和子（かずこ）（1911–2005） - 荒木和一三女[1]
- 男子：周光（1936–1990）[1]